# Antoni Gaudí
Antoni Gaudí i Cornet (25 tháng 6 năm 1852 – 10 tháng 6 năm 1926) – theo tiếng Tây Ban Nha, Antonio Gaudí – là một kiến trúc sư Tây Ban Nha, người xứ Catalan. Ông là một kiến trúc sư theo phong cách Tân nghệ thuật của trong dòng kiến trúc Hậu Hiện đại, nổi tiếng bởi những thiết kế độc đáo theo phong cách cá nhân.
Các công trình của Antoni Gaudí đã được ghi vào danh sách di sản thế giới của UNESCO.

## Tiểu sử

### Tuổi thơ
Gaudi được sinh ra tại tỉnh Tarragona phía Nam Catalonia, Tây Ban Nha vào năm 1852. Có một vài tranh cãi về nơi sinh thực của Gaudi. Văn bản chính thức ghi lại rằng ông được sinh tại thành phố Reus trong khi một vài nguồn khác cho rằng ông được sinh tại Riudoms, một làng nhỏ nằm cách Reus 3 km. Tuy nhiên, có một điều chắc chắn rằng Gaudi được rửa tội tại Reus một ngày sau khi được sinh ra. Francesc Gaudí Serra và Antònia Cornet Bertran, tên của cặp vợ chồng nghệ sĩ sinh ra Gaudi, đều lớn lên từ những gia đình thợ rèn.
Gaudi là em út trong gia đình gồm năm con, cậu tự thấy mình khó tham gia được vào những trò chơi cùng bạn bè bởi bệnh thấp khớp (có nguồn thông tin cho rằng Gaudi chỉ bị viêm khớp và trên thực tế vẫn có thể đi lại). Do đó, cậu bé rất ít khi đi lại và bắt buộc phải nhờ đến anh bạn lừa mỗi khi muốn ra khỏi nhà.Thực tế trên đã giữ cậu bé trong nhà và sử dụng hầu hết thời gian rảnh của mình vào tìm tòi sự sáng tạo tuyệt vời của thiên nhiên. Đây là một giả thuyết giải thích cho hai khả năng vĩ đại của Gaudi: Quan sát và phân tích thiên nhiên, vun đắp từ tuổi thơ gắn bó với thiên nhiên.
Những ngày thơ ấu của ông gắn liền với thị trấn Riudoms, đây là nơi làm việc của cha ông, một người thợ đúc đồng. Thủa bé ông thường đứng từ xa nhìn cha tạo ra những món đồ đồng lấp lánh. Niềm an ủi lớn nhất của ông có lẽ đến từ bầu không khí xinh đẹp của vùng nông thôn Riudoms.Những vì sao lấp lánh vào ban đêm đã khiến cho Gaudi thường liên tưởng đến Chúa và thường nói với mọi người rằng chỉ có Chúa mới có thể làm được điều đó và quyết định lớn lên cậu sẽ giống Chúa hoặc Cha tạo ra mọi thứ.

### Giáo dục
Gaudi, khi là sinh viên Kiến trúc tại trường cao đẳng Tècnica Superior d'Arquitectura, Barcelona từ 1873 đến 1877, xuất sắc trong môn "Trial drawings and projects" trái ngược với điểm loại xoàng của những môn học khác. Sau năm năm làm việc, anh đạt được chứng chỉ như một kiến trúc sư thực thụ năm 1878. Khi ký tên trên chứng chỉ của Gaudi, Elies Rogent tuyên bố, "Qui sap si hem donat el diploma a un boig o a un geni: el temps ens ho dirà" (" Ai biết được rằng chúng ta đã trao chứng chỉ này cho một kẻ điên hay một thiên tài. Thời gian sẽ trả lời.")
Chàng kiến trúc sư trẻ ngay lập tức bắt tay vào thiết kế, quy hoạch và duy trì mối liên hệ với ngôi trường này đến những ngày cuối cùng trong sự nghiệp của mình.

## Quan niệm về nghệ thuật
- "Bất cứ sản phẩm nghệ thuật nào cũng phải mang tính quyến rũ, với nghĩa rộng của nó, bởi nó hấp dẫn tất thảy mọi người."

## Quan niệm về triết học
- http://www.gaudi2002.bcn.es/english/pensam/index.htm Lưu trữ ngày 12 tháng 6 năm 2007 tại Wayback Machine.[3]